# Weslaco (Teksas)
Weslaco je grad u američkoj saveznoj državi Teksas. Prema popisu stanovništva iz 2010. u njemu je živjelo 35.670 stanovnika.